# 中华台北男子足球代表队亚足联挑战杯外围赛及会内赛记录
由于中华台北男子足球代表队实力偏弱，因此为获得亚洲杯足球赛会内赛参赛资格，他们将不得不参加亚足联挑战杯足球赛，来获得一个参赛名额。据2014年1月25日亚足联的会议决定，2014年的赛事将是最后一届，结束以后将正式停办。

## 会内赛参赛记录

### 2006年亚足联挑战杯
注：本届亚足联挑战杯没有外围赛，所有参赛国直接晋级会内赛阶段。而且本届杯赛并不是亚洲杯足球赛外围赛的一部分，直到2008年才被亚足联通过作为亚洲杯足球赛外围赛的一部分，晋级亚洲杯足球赛会内赛阶段的比赛。
| 2006年4月1日 | 中華臺北   | 1 - 0 | 菲律賓 | 吉大港，孟加拉                                     |
| 18:00 UTC+6  | 庄伟伦 20' | 报告  |        | 場館： 阿齐兹M.A.体育场 入場人數： 4,000 ： 李基永 |

| 2006年4月3日 | 阿富汗          | 2 - 2 | 中華臺北                | 吉大港，孟加拉                                     |
| 18:00 UTC+6  | Qadami 20', 23' | 报告  | 庄伟伦 48' · 梁建伟 73' | 場館： 阿齐兹M.A.体育场 入場人數： 2,500 ： 李基永 |

| 2006年4月5日 | 印度 | 0 - 0 | 中華臺北 | 吉大港，孟加拉                                               |
| 15:30 UTC+6  |      | 报告  |          | 場館： 阿齐兹M.A.体育场 入場人數： 2,000 ： Ram Krishna Gosh |

| 2006年4月8日 | 斯里蘭卡                                   | 3 - 0 | 中華臺北 | 吉大港，孟加拉                                                  |
| 15:30 UTC+6  | Izzadeen 44' · Sanjaya 70' · Ratnayaka 90' | 报告  |          | 場館： 阿齐兹M.A.体育场 入場人數： 2,500 ： Mahmood Al-Ghatrifi |

## 外围赛参赛记录

### 2014年亚足联挑战杯
| 2013年3月2日 資格賽A組 | 印度                             | 2 - 1 | 中華臺北   | 仰光，緬甸                                                   |
| 16:00 UTC+6:30         | Jewel Raja 40' · Robin Singh 90' | 報告  | 李泰麟 54' | 場館： Thuwunna Stadium 入場人數： 1,000 ： Fahad Al-Mirdasi |

| 2013年3月4日 資格賽A組 | 中華臺北       | 1 - 1 | 緬甸              | 仰光，緬甸                                         |
| 18:45 UTC+6:30         | 李盟乾 80'（） | 報告  | Soe Kyaw Kyaw 18' | 場館： Thuwunna Stadium 入場人數： 3,000 ： 高亨进 |

| 2013年3月6日 資格賽A組 | 中華臺北 | 0 - 3 | 關島                            | 仰光，緬甸                                                   |
| 16:00 UTC+6:30         |          | 報告  | Cunliffe 15', 78' · Mariano 54' | 場館： Thuwunna Stadium 入場人數： 3,000 ： Fahad Al-Mirdasi |

### 2012年亚足联挑战杯
| 2011年2月10日 淘汰賽 | 中華臺北                                             | 5 - 2 |                            | 高雄市，中華民國                             |
| 19:00 UTC+8          | 林正益 10' · 張涵 22', 56' · 陳柏良 44' · 羅志安 49' | 報告  | Kitsada 65' · Phattana 73' | 場館： 國家體育場 入場人數： 1,000 ： 吳超覺 |

| 2011年2月16日 淘汰賽 |                | 1 - 1 | 中華臺北   | 永珍，寮國                                                           |
| 18:00 UTC+7          | Soukaphone 82' | 報告  | 陳柏良 65' | 場館： 新寮國國家體育場 入場人數： 15,300 ： Mohd Nafeez Abdul Wahab |

| 2011年3月21日 資格賽B組 | 印度                                      | 3 - 0 | 中華臺北 | 八打靈再也，馬來西亞                                         |
| 19:30 UTC+8             | Lalpekhlua 32' · Chhetri 76' · Shaikh 88' | 報告  |          | 場館： MBPJ Stadium 入場人數： 50 ： Mohd Nafeez Abdul Wahab |

| 2011年3月23日 資格賽B組 | 中華臺北 | 0 - 2 |                                 | 八打靈再也，馬來西亞                                      |
| 19:30 UTC+8             |          | 報告  | Şamyradow 73' · Hangeldiýew 76' | 場館： MBPJ Stadium 入場人數： 100 ： Viktor Serazitdinov |

| 2011年3月25日 資格賽B組 | 中華臺北 | 0 - 2 | 巴基斯坦                 | 八打靈再也，馬來西亞                                      |
| 19:30 UTC+8             |          | 報告  | Mehmood 26' · Bashir 67' | 場館： MBPJ Stadium 入場人數： 50 ： Mohammad Al Rshaidat |

### 2010年亚足联挑战杯
| 2009年4月4日 資格賽D組 | 巴基斯坦     | 1 - 1 | 中華臺北 | 科伦坡，斯里蘭卡                                             |
| 18:30 UTC+5:30         | A. Ahmed 53' | 报告  | 张涵 21' | 場館： 苏加沙达萨体育场 入場人數： 400 ： Vladislav Tseytlin |

| 2009年4月6日 資格賽D組 | 中華臺北   | 1 - 2 | 斯里蘭卡                     | 科伦坡，斯里蘭卡                                              |
| 18:30 UTC+5:30         | 黄玮仪 80' | 报告  | Jayasuriya 35' · Thilaka 39' | 場館： 苏加沙达萨体育场 入場人數： 1,400 ： Khalid Al-Zahrani |

| 2009年4月8日 資格賽D組 | 中華臺北                                       | 5 - 0 |  | 科伦坡，斯里蘭卡                                              |
| 16:00 UTC+5:30         | 陈柏良 11', 13', 58' · 黄玮仪 30' · 郭俊毅 80' | 报告  |  | 場館： 苏加沙达萨体育场 入場人數： 1,000 ： Khalid Al-Zahrani |

### 2008年亚足联挑战杯
| 2008年4月2日 資格賽A組 | 中華臺北  | 1 - 2 | 巴基斯坦             | 台北市，中華民國                             |
| 18:30 UTC+8            | 罗志安 5' | 报告  | Essa 13' · Masih 34' | 場館： 中山足球场 入場人數： 800 ： 家本政明 |

| 2008年4月4日 資格賽A組 | 關島           | 1 - 4 | 中華臺北                                        | 台北市，中華民國                            |
| 18:30 UTC+8            | Pangelinan 17' | 报告  | 张涵 20' · 黄玮仪 28' · 陈柏良 33' · 江世禄 44' | 場館： 中山足球场 入場人數： 850 ： Win Cho |

| 2008年4月6日 資格賽A組 | 斯里蘭卡                              | 2 - 2 | 中華臺北              | 台北市，中華民國                             |
| 18:30 UTC+8            | 陈柏良 59'（乌龙球） · Jayasuriya 86' | 报告  | 张涵 28' · 蔡宪棠 74' | 場館： 中山足球场 入場人數： 900 ： 家本政明 |